# Vélib' Métropole

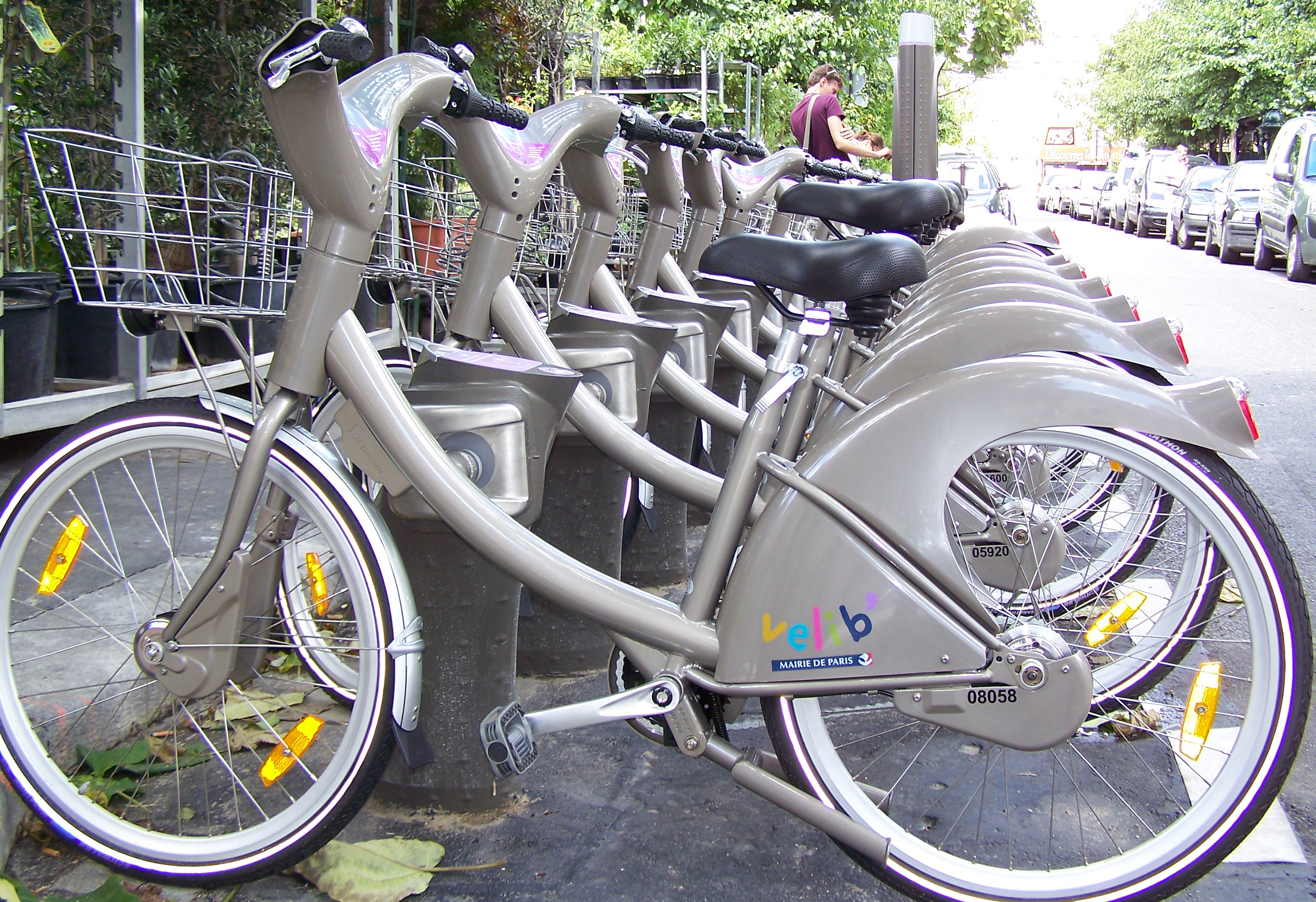
Велосипеды первой версии проката Vélib’

Vélib' Métropole (фр. vélo libre или фр. vélo liberté, бесплатный велосипед или свобода на велосипеде) — cеть проката велосипедов, система совместного использования велосипедов, в метрополии Большой Париж, городской агломерации Парижа, часть системы общественного транспорта французской столицы, созданная по инициативе мэра Бертрана Деланоэ по примеру Лиона, где впервые во Франции появилась общественная внутригородская сеть велосипедов.

## Сеть Vélib'

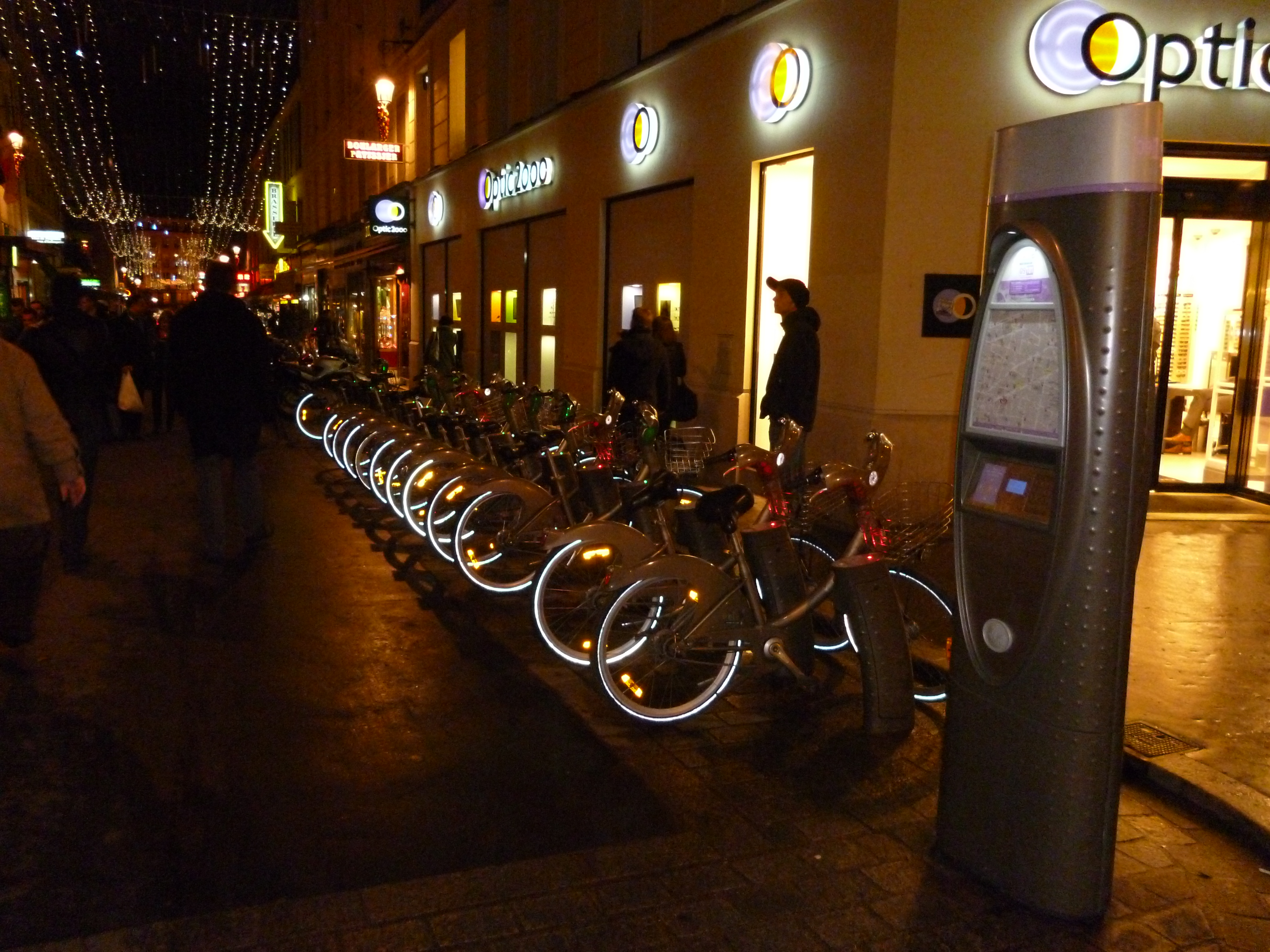
Станция Vélib' в ночное время

15 июля 2007 года в Париже открылись 750 пунктов проката, предоставлявших в общей сложности 10 000 велосипедов. Сеть постепенно расширялась в черте города и ближайших пригородах. На июль 2013 года существует порядка 1 800 пунктов проката в Париже и 30 пригородах с примерно 20 000 велосипедами.

### Станции
Каждый пункт проката велосипедов Vélib’ представляет собой платежный терминал и несколько (10-25) велосипедных стоек. В продаже имеется карта города с обозначенными на ней пунктами проката, а специальный сайт показывает карту станций с информацией в реальном времени о наличии велосипедов и свободных мест.

### Велосипеды
Используемые велосипеды были изготовлены французской компанией Mercier в Венгрии, технический осмотр и ремонт взяла на себя крупная компания уличной рекламы JCDecaux. Велосипеды трёхскоростные, вес 22,5 кг. Установлены фары, работающие от динамо-машины, замок, корзина на переднем колесе для транспортировки небольших грузов.

## Пользование системой
Регистрация для пользования системой стоит: на год 29 евро (для школьников и студентов — 19 €), на неделю 8 €, на один день 1,7 €. Регистрацию на Vélib' можно также добавить к парижскому проездному билету Navigo.
Для того, чтобы взять напрокат велосипед, нужно зарегистрироваться в системе при помощи платёжной карты с чипом EMV (большинство европейских кредитных карт на 2011 год). С карты снимается страховой депозит в размере 150 €, который возвращается обратно после истечения срока регистрации, если при этом велосипед возвращён на стойку проката.
При регистрации на день и на неделю пользователь получает в автомате бумажный билет с кодом, который нужно будет вводить в автоматах, чтобы взять велосипед. Дополнительно, пользователь должен выбрать и запомнить свой секретный четырёхзначный номер-пароль. После ввода кода и пароля пользователь выбирает номер стойки с велосипедом, который желает взять, предварительно проверив его исправность (габаритные огни, тормоза, давление в шинах) после чего подходит к стойке, нажимает кнопку открытия замка и берёт велосипед. Возвращая велосипед, необходимо вставить велосипед в стойку и дождаться зелёного сигнала — это означает, что велосипед принят корректно. Если сигнал жёлтый или красный, это означает что велосипед не принят, и по истечении срока регистрации страховой депозит не будет возвращён на карту. Регистрация на год использует бесконтактную карту, при помощи которой велосипеды можно брать прямо от стойки, ничего не вводя в автомат.

### Тарификация
Первые 30 минут пользования велосипедом бесплатны (есть тариф и с бесплатными 45 минутами, такой годовой абонемент дороже на 10 €), следующие полчаса стоят 1 €, третьи полчаса — 2 евро, четвёртый и последующие получасы — 4 евро (цены на 2014 год). Таким образом, 3 часа проката будет стоить 16 евро — система не рассчитана на длительный прокат. Вернув велосипед на станцию, можно взять следующий не раньше чем через 2 минуты.
В случае, если велосипедист прибудет на пункт проката без свободных мест, ему предоставляется 15 минут бесплатного времени. На платёжном терминале также отображается информация о местонахождении ближайших пунктов проката с числом свободных велосипедов и свободных стоек.
Находящиеся на возвышенности станции помечены плюсом на интерактивной карте Velib' — оставляя велосипед на этой станции, пользователь получает кредит в 15 минут бесплатного использования системы при последующих поездках.